# 7e étape du Tour de France 2017
Pour un article plus général, voir Tour de France 2017.
La 7e étape du Tour de France 2017 se déroule le vendredi 7 juillet 2017 entre Troyes et Nuits-Saint-Georges, sur une distance de 213,5 kilomètres.

## Résultats

### Classement de l'étape
| \| Classement de l'étape \| Classement de l'étape \| Classement de l'étape \| Classement de l'étape \| Classement de l'étape \| \| Coureur \| Coureur \| Pays \| Équipe \| Temps \| \| --------------------- \| --------------------- \| --------------------- \| -------------------------- \| --------------------- \| \| 1er \| Marcel Kittel \| Allemagne \| Quick-Step Floors \| 5 h 03 min 18 s \| \| 2e \| Edvald Boasson Hagen \| Norvège \| Dimension Data \| + 0 s \| \| 3e \| Michael Matthews \| Australie \| Team Sunweb \| + 0 s \| \| 4e \| Alexander Kristoff \| Norvège \| Katusha-Alpecin \| + 0 s \| \| 5e \| John Degenkolb \| Allemagne \| Trek-Segafredo \| + 0 s \| \| 6e \| Dylan Groenewegen \| Pays-Bas \| LottoNL-Jumbo \| + 0 s \| \| 7e \| Rüdiger Selig \| Allemagne \| Bora-Hansgrohe \| + 0 s \| \| 8e \| Nacer Bouhanni \| France \| Cofidis, Solutions Crédits \| + 0 s \| \| 9e \| André Greipel \| Allemagne \| Lotto-Soudal \| + 0 s \| \| 10e \| Daniel McLay \| Royaume-Uni \| Fortuneo-Oscaro \| + 0 s \| |                      |             |                            |                 |
| |                      |             |                            |                 |
| Source : ProCyclingStats |                      |             |                            |                 |
| Classement de l'étape |                      |             |                            |                 |
| Coureur | Coureur              | Pays        | Équipe                     | Temps           |
| 1er | Marcel Kittel        | Allemagne   | Quick-Step Floors          | 5 h 03 min 18 s |
| 2e | Edvald Boasson Hagen | Norvège     | Dimension Data             | + 0 s           |
| 3e | Michael Matthews     | Australie   | Team Sunweb                | + 0 s           |
| 4e | Alexander Kristoff   | Norvège     | Katusha-Alpecin            | + 0 s           |
| 5e | John Degenkolb       | Allemagne   | Trek-Segafredo             | + 0 s           |
| 6e | Dylan Groenewegen    | Pays-Bas    | LottoNL-Jumbo              | + 0 s           |
| 7e | Rüdiger Selig        | Allemagne   | Bora-Hansgrohe             | + 0 s           |
| 8e | Nacer Bouhanni       | France      | Cofidis, Solutions Crédits | + 0 s           |
| 9e | André Greipel        | Allemagne   | Lotto-Soudal               | + 0 s           |
| 10e | Daniel McLay         | Royaume-Uni | Fortuneo-Oscaro            | + 0 s           |

### Points attribués
| Sprint intermédiaire - Chanceaux (km 108) | Sprint intermédiaire - Chanceaux (km 108) | Sprint intermédiaire - Chanceaux (km 108) | Sprint intermédiaire - Chanceaux (km 108) | Sprint intermédiaire - Chanceaux (km 108) |
| ----------------------------------------- | ----------------------------------------- | ----------------------------------------- | ----------------------------------------- | ----------------------------------------- |
|                                           | Coureur                                   | Pays                                      | Équipe                                    | Point(s)                                  |
| 1er                                       | Manuele Mori                              | Italie                                    | UAE Emirates                              | 20                                        |
| 2e                                        | Maxime Bouet                              | France                                    | Fortuneo-Oscaro                           | 17                                        |
| 3e                                        | Yohann Gène                               | France                                    | Direct Énergie                            | 15                                        |
| 4e                                        | Dylan van Baarle                          | Pays-Bas                                  | Cannondale-Drapac                         | 13                                        |
| 5e                                        | Sonny Colbrelli                           | Italie                                    | Bahrain-Merida                            | 11                                        |
| 6e                                        | Alexander Kristoff                        | Norvège                                   | Katusha-Alpecin                           | 10                                        |
| 7e                                        | André Greipel                             | Allemagne                                 | Lotto-Soudal                              | 9                                         |
| 8e                                        | Zdeněk Štybar                             | Tchéquie                                  | Quick-Step Floors                         | 8                                         |
| 9e                                        | Michael Matthews                          | Australie                                 | Sunweb                                    | 7                                         |
| 10e                                       | Arnaud Démare                             | France                                    | FDJ                                       | 6                                         |
| 11e                                       | Borut Božič                               | Slovénie                                  | Bahrain-Merida                            | 5                                         |
| 12e                                       | Marcel Kittel                             | Allemagne                                 | Quick-Step Floors                         | 4                                         |
| 13e                                       | Grega Bole                                | Slovénie                                  | Bahrain-Merida                            | 3                                         |
| 14e                                       | Jack Bauer                                | Nouvelle-Zélande                          | Quick-Step Floors                         | 2                                         |
| 15e                                       | Andriy Grivko                             | Ukraine                                   | Astana                                    | 1                                         |
| modifier                                  |                                           |                                           |                                           |                                           |

| Arrivée d'étape - Nuits-Saint-Georges (km 213,5) | Arrivée d'étape - Nuits-Saint-Georges (km 213,5) | Arrivée d'étape - Nuits-Saint-Georges (km 213,5) | Arrivée d'étape - Nuits-Saint-Georges (km 213,5) | Arrivée d'étape - Nuits-Saint-Georges (km 213,5) |
| ------------------------------------------------ | ------------------------------------------------ | ------------------------------------------------ | ------------------------------------------------ | ------------------------------------------------ |
|                                                  | Coureur                                          | Pays                                             | Équipe                                           | Point(s)                                         |
| 1er                                              | Marcel Kittel                                    | Allemagne                                        | Quick-Step Floors                                | 50                                               |
| 2e                                               | Edvald Boasson Hagen                             | Norvège                                          | Dimension Data                                   | 30                                               |
| 3e                                               | Michael Matthews                                 | Australie                                        | Sunweb                                           | 20                                               |
| 4e                                               | Alexander Kristoff                               | Norvège                                          | Katusha-Alpecin                                  | 18                                               |
| 5e                                               | John Degenkolb                                   | Allemagne                                        | Trek-Segafreo                                    | 16                                               |
| 6e                                               | Dylan Groenewegen                                | Pays-Bas                                         | NL-Jumbo                                         | 14                                               |
| 7e                                               | Rüdiger Selig                                    | Allemagne                                        | Bora-Hansgrohe                                   | 12                                               |
| 8e                                               | Nacer Bouhanni                                   | France                                           | Cofidis                                          | 10                                               |
| 9e                                               | André Greipel                                    | Allemagne                                        | Lotto-Soudal                                     | 8                                                |
| 10e                                              | Daniel McLay                                     | Royaume-Uni                                      | Fortuneo-Oscaro                                  | 7                                                |
| 11e                                              | Arnaud Démare                                    | France                                           | FDJ                                              | 6                                                |
| 12e                                              | Rick Zabel                                       | Allemagne                                        | Katusha-Alpecin                                  | 5                                                |
| 13e                                              | Lilian Calmejane                                 | France                                           | Direct Énergie                                   | 4                                                |
| 14e                                              | Oliver Naesen                                    | Belgique                                         | AG2R La Mondiale                                 | 3                                                |
| 15e                                              | Andrea Pasqualon                                 | Italie                                           | Wanty-Groupe Gobert                              | 2                                                |
| modifier                                         |                                                  |                                                  |                                                  |                                                  |

|   | Coureur              | Pays      | Équipe            | Secondes |
| - | -------------------- | --------- | ----------------- | -------- |
| 1 | Marcel Kittel        | Allemagne | Quick-Step Floors | 10 s     |
| 2 | Edvald Boasson Hagen | Norvège   | Dimension Data    | 6 s      |
| 3 | Michael Matthews     | Australie | Sunweb            | 4 s      |

### Cols et côtes
| \| Côte d'Urcy (km 147,5) 4e catégorie (2,5 km à 4,2%) \| Côte d'Urcy (km 147,5) 4e catégorie (2,5 km à 4,2%) \| Côte d'Urcy (km 147,5) 4e catégorie (2,5 km à 4,2%) \| Côte d'Urcy (km 147,5) 4e catégorie (2,5 km à 4,2%) \| Côte d'Urcy (km 147,5) 4e catégorie (2,5 km à 4,2%) \| \| --------------------------------------------------- \| --------------------------------------------------- \| --------------------------------------------------- \| --------------------------------------------------- \| --------------------------------------------------- \| \| \| Coureur \| Pays \| Équipe \| Point(s) \| \| 1er \| Maxime Bouet \| France \| Fortuneo-Oscaro \| 1 \| \| modifier \| \| \| \| \| |              |        |                 |          |
| Côte d'Urcy (km 147,5) 4e catégorie (2,5 km à 4,2%) |              |        |                 |          |
| | Coureur      | Pays   | Équipe          | Point(s) |
| 1er | Maxime Bouet | France | Fortuneo-Oscaro | 1        |
| modifier |              |        |                 |          |

## Classements à l'issue de l'étape

### Classement général
| \| Classement général \| Classement général \| Classement général \| Classement général \| Classement général \| \| Coureur \| Coureur \| Pays \| Équipe \| Temps \| \| ------------------ \| ------------------ \| ------------------ \| ------------------ \| ------------------ \| \| 1er \| Christopher Froome \| Royaume-Uni \| Team Sky \| 28 h 47 min 51 s \| \| 2e \| Geraint Thomas \| Royaume-Uni \| Team Sky \| + 12 s \| \| 3e \| Fabio Aru \| Italie \| Astana \| + 14 s \| \| 4e \| Dan Martin \| Irlande \| Quick-Step Floors \| + 25 s \| \| 5e \| Richie Porte \| Australie \| BMC Racing Team \| + 39 s \| \| 6e \| Simon Yates \| Royaume-Uni \| Orica-Scott \| + 43 s \| \| 7e \| Romain Bardet \| France \| AG2R La Mondiale \| + 47 s \| \| 8e \| Alberto Contador \| Espagne \| Trek-Segafredo \| + 52 s \| \| 9e \| Nairo Quintana \| Colombie \| Movistar Team \| + 54 s \| \| 10e \| Rafał Majka \| Pologne \| Bora-Hansgrohe \| + 1 min 01 s \| |                    |             |                   |                  |
| |                    |             |                   |                  |
| Source : ProCyclingStats |                    |             |                   |                  |
| Classement général |                    |             |                   |                  |
| Coureur | Coureur            | Pays        | Équipe            | Temps            |
| 1er | Christopher Froome | Royaume-Uni | Team Sky          | 28 h 47 min 51 s |
| 2e | Geraint Thomas     | Royaume-Uni | Team Sky          | + 12 s           |
| 3e | Fabio Aru          | Italie      | Astana            | + 14 s           |
| 4e | Dan Martin         | Irlande     | Quick-Step Floors | + 25 s           |
| 5e | Richie Porte       | Australie   | BMC Racing Team   | + 39 s           |
| 6e | Simon Yates        | Royaume-Uni | Orica-Scott       | + 43 s           |
| 7e | Romain Bardet      | France      | AG2R La Mondiale  | + 47 s           |
| 8e | Alberto Contador   | Espagne     | Trek-Segafredo    | + 52 s           |
| 9e | Nairo Quintana     | Colombie    | Movistar Team     | + 54 s           |
| 10e | Rafał Majka        | Pologne     | Bora-Hansgrohe    | + 1 min 01 s     |

### Classement par points
| Classement par points | Classement par points | Classement par points | Classement par points      | Classement par points |
| Coureur               | Coureur               | Pays                  | Équipe                     | Points                |
| --------------------- | --------------------- | --------------------- | -------------------------- | --------------------- |
| 1er                   | Marcel Kittel         | Allemagne             | Quick-Step Floors          | 197 pts               |
| 2e                    | Arnaud Démare         | France                | FDJ                        | 182 pts               |
| 3e                    | Michael Matthews      | Australie             | Team Sunweb                | 123 pts               |
| 4e                    | André Greipel         | Allemagne             | Lotto-Soudal               | 110 pts               |
| 5e                    | Alexander Kristoff    | Norvège               | Katusha-Alpecin            | 102 pts               |
| 6e                    | Edvald Boasson Hagen  | Norvège               | Dimension Data             | 66 pts                |
| 7e                    | Sonny Colbrelli       | Italie                | Bahrain-Merida             | 60 pts                |
| 8e                    | Nacer Bouhanni        | France                | Cofidis, Solutions Crédits | 54 pts                |
| 9e                    | Dan Martin            | Irlande               | Quick-Step Floors          | 47 pts                |
| 10e                   | Dylan Groenewegen     | Pays-Bas              | LottoNL-Jumbo              | 44 pts                |

### Classement du meilleur jeune
| Classement général du meilleur jeune | Classement général du meilleur jeune | Classement général du meilleur jeune | Classement général du meilleur jeune | Classement général du meilleur jeune |
|                                      | Coureur                              | Pays                                 | Équipe                               | Temps                                |
| ------------------------------------ | ------------------------------------ | ------------------------------------ | ------------------------------------ | ------------------------------------ |
| 1er                                  | Simon Yates                          | Royaume-Uni                          | Orica-Scott                          | en 28 h 48 min 34 s                  |
| 2e                                   | Pierre Latour                        | France                               | AG2R La Mondiale                     | + 24 s                               |
| 3e                                   | Louis Meintjes                       | Afrique du Sud                       | UAE Emirates                         | + 41 s                               |
| 4e                                   | Emanuel Buchmann                     | Allemagne                            | Bora-Hansgrohe                       | + 46 s                               |
| 5e                                   | Guillaume Martin                     | France                               | Wanty-Groupe Gobert                  | + 1 min 44 s                         |
| 6e                                   | Tiesj Benoot                         | Belgique                             | Lotto-Soudal                         | + 1 min 47 s                         |
| 7e                                   | Lilian Calmejane                     | France                               | Direct Énergie                       | + 3 min 41 s                         |
| 8e                                   | Alexey Lutsenko                      | Kazakhstan                           | Astana                               | + 4 min 59 s                         |
| 9e                                   | Jay McCarthy                         | Australie                            | Bora-Hansgrohe                       | + 7 min 22 s                         |
| 10e                                  | Élie Gesbert                         | France                               | Fortuneo-Oscaro                      | + 8 min 5 s                          |
| modifier                             |                                      |                                      |                                      |                                      |

### Classement du meilleur grimpeur
| Classement du meilleur grimpeur | Classement du meilleur grimpeur | Classement du meilleur grimpeur | Classement du meilleur grimpeur | Classement du meilleur grimpeur |
| ------------------------------- | ------------------------------- | ------------------------------- | ------------------------------- | ------------------------------- |
|                                 | Coureur                         | Pays                            | Équipe                          | Point(s)                        |
| 1er                             | Fabio Aru                       | Italie                          | Astana                          | 10 points                       |
| 2e                              | Dan Martin                      | Irlande                         | Quick-Step Floors               | 8 pts                           |
| 3e                              | Christopher Froome              | Royaume-Uni                     | Sky                             | 6 pts                           |
| 4e                              | Richie Porte                    | Australie                       | BMC Racing                      | 4 pts                           |
| 5e                              | Nathan Brown                    | États-Unis                      | Cannondale-Drapac               | 3 pts                           |
| 6e                              | Jan Bakelants                   | Belgique                        | AG2R La Mondiale                | 2 pts                           |
| 7e                              | Taylor Phinney                  | États-Unis                      | Cannondale-Drapac               | 2 pts                           |
| 8e                              | Perrig Quéméneur                | France                          | Direct Énergie                  | 2 pts                           |
| 9e                              | Nils Politt                     | Allemagne                       | Katusha-Alpecin                 | 2 pts                           |
| 10e                             | Romain Bardet                   | France                          | AG2R La Mondiale                | 2 pts                           |
| modifier                        |                                 |                                 |                                 |                                 |

### Classement par équipes
| Classement par équipes | Classement par équipes | Classement par équipes | Classement par équipes |
| Équipe                 | Équipe                 | Pays                   | Temps                  |
| ---------------------- | ---------------------- | ---------------------- | ---------------------- |
| 1re                    | Sky                    | Royaume-Uni            | 86 h 24 min 35 s       |
| 2e                     | BMC Racing Team        | États-Unis             | + 1 min 59 s           |
| 3e                     | AG2R La Mondiale       | France                 | + 3 min 21 s           |
| 4e                     | Cannondale-Drapac      | États-Unis             | + 3 min 35 s           |
| 5e                     | Orica-Scott            | Australie              | + 3 min 58 s           |
| 6e                     | Astana                 | Kazakhstan             | + 6 min 00 s           |
| 7e                     | Bora-Hansgrohe         | Allemagne              | + 6 min 55 s           |
| 8e                     | Movistar Team          | Espagne                | + 7 min 23 s           |
| 9e                     | Trek-Segafredo         | États-Unis             | + 8 min 48 s           |
| 10e                    | Fortuneo-Oscaro        | France                 | + 9 min 45 s           |